# Zbysław Dobrowolski
Zbysław Dobrowolski (ur. 29 kwietnia 1964) – dr hab. nauk ekonomicznych, prof. Uniwersytetu Jagiellońskiego w Krakowie, ekonomista, prakseolog, specjalizujący się w naukach o zarządzaniu. Pracuje w Instytucie Spraw Publicznych Uniwersytetu Jagiellońskiego, jest członkiem Doradczego Komitetu Naukowego Rzecznika Finansowego w Warszawie, Współtwórca trzech światowych standardów oraz wytycznych Międzynarodowej Organizacji Najwyższych Organów Kontroli Państwowej (International Organization of Supreme Audit Institution – INTOSAI), skupiającej organizacje publiczne z ponad 180 krajów.

## Życiorys
Ukończył studia magisterskie w Akademii Ekonomicznej w Poznaniu. W 2003 roku uzyskał stopień doktora nauk ekonomicznych, a w 2012 roku doktora habilitowanego. Od roku 2012 pracuje na Wydziale Zarządzania i Komunikacji Społecznej Uniwersytetu Jagiellońskiego. Od 1992 roku związany zawodowo z Najwyższą Izbą Kontroli, gdzie w latach 2013–2018 pełnił funkcję dyrektora jednej z delegatur. Od 1993 roku rozpoczął w ramach Najwyższej Izby Kontroli działalność międzynarodową. Był jednym z pierwszych uczestników szkolenia w brytyjskim National Audit Office, a w 1998 roku brał udział w prestiżowym stażu skierowanym do kadry menedżerskiej najwyższych organów kontroli państwowej: GAO International Auditor Fellowship Program w U.S. Government Accountability Office. Staż ten skończyło wielu późniejszych prezesów zagranicznych odpowiedników Najwyższej Izby Kontroli, na przykład Prezes węgierskiego najwyższego organu kontroli państwowej (SAO of Hungary). Od 2008 roku związany z INTOSAI, gdzie w charakterze eksperta szkolił pracowników naczelnych organów kontroli państwowej z kilkudziesięciu krajów i współtworzył trzy globalne standardy i wytyczne audytu: ISSAI 130, GUID 5260, GUID 5270.

## Działalność międzynarodowa
Od 2008 roku związany z INTOSAI, gdzie współtworzył trzy globalne standardy i wytyczne audytu: ISSAI 130, GUID 5260, GUID 5270. Jedyny polski ekspert INTOSAI IDI do spraw działalności szkoleniowej. Polski przedstawiciel na konferencjach Organizacji Bezpieczeństwa i Współpracy w Europie (OSCE) w Dublinie i Pradze w 2012 r. Ekspert kilkunastu przedsięwzięć międzynarodowych, w tym organizowanych przez OECD lub Unię Europejską, służących poprawie zarządzania organizacjami międzynarodowymi w innych krajach. Na zaproszenie Kontrolera Generalnego Stanów Zjednoczonych współtworzył i współprowadził wraz z amerykańskim przedstawicielem najwyższego organu kontroli USA warsztaty szkoleniowe przeznaczone dla pracowników najwyższych organów kontroli państwowej z 10 krajów kandydujących do Unii Europejskiej. W późniejszym okresie na zaproszenie kierownictwa INTOSAI DI w charakterze eksperta, jako jedyny polski przedstawiciel brał udział w 2004 r. programie podnoszenia kwalifikacji zawodowych pracowników naczelnych organów kontroli państwowej z krajów Europy Wschodniej i Azji. W charakterze eksperta uczestniczył w programie pn. „Support and Bridging Activities for the SAI” organizowanym przez Organization for Economic Co-operation and Development (OECD) w Tiranie. W latach 2002–2017 udział w programach współpracy międzynarodowej służących rozwiązywaniu problemów zarządzania w organizacjach publicznych. Uczestniczył w przedsięwzięciach adresowanych do przedstawicieli naczelnych organów kontroli państwowej lub innych organizacji publicznych z kilkudziesięciu krajów, m.in. z: Korei Południowej, Zjednoczonych Emiratów Arabskich, Kenii, Indonezji, Ukrainy, Mołdawii, Gruzji, Rosji, Chin, Nigerii. Uczestniczył w spotkaniach przedstawicieli naczelnych organów kontroli państwowej z Grupy Wyszehradzkiej i Słowenii służących doskonaleniu metodyki kontroli państwowej, a także brał udział w pracach Komitetu Sterującego Audytem Funduszu Emerytalnego oraz Działalności CERN, tj. Europejskiej Organizacji Badań Jądrowych (the European Organization for Nuclear Research).
Pełnił funkcję redaktora naczelnego The International Journal on Government Financial Management, wydawanego przez the International Consortium on Governmental Financial Management, St. Michael’s Maryland USA (ICGFM). Autor licznych artykułów poświęconych problematyce kontroli państwowej, autor opracowania opublikowanego przez ONZ i INTOSAI, prezentowanego przez EUROSAI, ONZ, wskazywanego w opracowaniu OECD i Unii Europejskiej, cytowany w opracowaniu Organizacji Narodów Zjednoczonych – Sustainable Development Goal 16: Focus on Public Institutions. World Public Sector Report 2019, opracowaniu Tweede Kamer der Staten-Generaal, 31 388 Signaleren van fraude, opracowaniu EUROSAI AUDIT SUR L’ÉTHIQUE DANS LES ORGANISATIONS DU SECTEUR PUBLIC

## Działalność naukowa i akademicka
Pracownik naukowy Instytutu Spraw Publicznych Wydziału Zarządzania i Komunikacji Społecznej Uniwersytetu Jagiellońskiego, członek rad naukowych: Zarządzania Publicznego, Monografie i Studia Instytutu Spraw Publicznych Uniwersytetu Jagiellońskiego, czasopisma Finanse i Prawo Finansowe, członek rad programowych konferencji naukowych, przewodniczący sesji naukowych. Recenzent ponad 150 publikacji naukowych, w tym Zeszytów Naukowych Uniwersytetu Przyrodniczo-Humanistycznego w Siedlach, oraz artykułów opublikowanych w czasopismach o wysokim Impact Factor, WoS, Scopus. Autor i współautor ponad 700 opracowań, w tym ponad 100 publikacji naukowych, w tym ponad 20 monografii, kilkunastu artykułów o wysokim Impact Factor. Członek międzynarodowych stowarzyszeń naukowych, IRSPM. Promotor 5 rozpraw doktorskich. Recenzent 3 postępowań habilitacyjnych. Promotor lub recenzent ponad 150 prac magisterskich lub licencjackich.

## Zainteresowania naukowe
- Zarządzanie organizacjami publicznymi,

- Teoria organizacji oraz metodologia zarządzania,

- Audyt oraz kontrola państwowa,

- Zarządzanie ryzykiem,

- Kultura organizacyjna i innowacje,

- Zarządzanie przedsiębiorstwami,

- Rozwój zasobów ludzkich,

- Zarządzanie ograniczeniami

## Doświadczenia praktyczne w zarządzaniu
Posiada ponad 25 lat doświadczeń, w tym w działalności kierowniczej oraz eksperckiej. Pełnił funkcję dyrektora jednej z delegatur Najwyższej Izby Kontroli, był ekspertem programów INTOSAI, a także finansowanych przez OECD i Unię Europejskiej. W ramach działalności eksperckiej uczestniczył w badaniach blisko 1000 organizacji. Prelegent konferencji i seminariów dla praktyków.
Od 2024 członek rady nadzorczej KGHM Polska Miedź.

## Wybrane publikacje
Zbysław Dobrowolski jest autorem i współautorem ponad 100 publikacji naukowych z zakresu zarządzania. Obejmują one: monografie, publikacje w czasopismach międzynarodowych i krajowych oraz rozdziały w pracach zbiorowych w języku polskim i angielskim.

## Monografie
- Dobrowolski Zbysław (2024). Metody i techniki rozwiązywania problemów zarządzania. Zarządzanie w sferze publicznej. Wydawnictwo Naukowe PWN, Warszawa. ISBN 978-83-01-23496-6
- Dobrowolski Zbysław (2022). Kontrola zarządcza. Metody, techniki, koncepcje. Wolters Kluwer Polska, Warszawa. ISBN 978-83-8286-283-6
- Dobrowolski, Zbysław (2021), Audyt: funkcje, formułowanie ustaleń, ryzyka, Warszawa: Wolters Kluwer, ISBN 978-83-82-23475-6.
- Dobrowolski, Zbysław, Dobrowolska, Monika (2020), Zarządzanie antykorupcyjne w sektorze publicznym. Teoria i praktyka. Stosowanie normy PN-ISO-37001. Monografie i Studia Instytutu Spraw Publicznych Uniwersytetu Jagiellońskiego, Kraków: Instytut Spraw Publicznych, Uniwersytet Jagielloński, ISBN 978-83-65688-59-0.
- Dobrowolski, Zbysław, Kowalski, Tadeusz (2019), Zarządzanie wizerunkiem pracodawcy samorządowego, Kraków: Wydawnictwo Uniwersytetu Jagiellońskiego, ISBN 978-83-23-34613-5.
- Baran, Grzegorz, Dobrowolski, Zbysław, Dorczak, Roman (2019), Zarządzanie szkołą w warunkach zmienności otoczenia: prolegomena badań. Monografie i Studia Instytutu Spraw Publicznych Uniwersytetu Jagiellońskiego, Kraków: Instytut Spraw Publicznych, Uniwersytet Jagielloński, ISBN 978-83-65688-51-4.
- Dobrowolski, Zbysław, Kościelniak, Jacek (2019), Kontrola publiczna – ciągłość i zmiana: 100 lat kontroli państwowej, Warszawa: Wydawnictwo CeDeWu, ISBN 978-83-8102-186-9.
- Dobrowolski, Zbysław, Kościelniak, Jacek (2019), Najwyższa Izba Kontroli. Kierunki zmian. Organizacja i zarządzanie. Monografie i Studia Instytutu Spraw Publicznych Uniwersytetu Jagiellońskiego, Kraków: Instytut Spraw Publicznych, Uniwersytet Jagielloński, ISBN 978-83-65688-29-3.
- Dobrowolski, Zbysław (2018), Administracja publiczna w Polsce: zarządzanie: zarys problematyki: podręcznik akademicki. Monografie i Studia Instytutu Spraw Publicznych Uniwersytetu Jagiellońskiego, Kraków: Instytut Spraw Publicznych, Uniwersytet Jagielloński, ISBN 978-83-65688-27-9.
- Dobrowolski, Zbysław, Kościelniak, Jacek (2018), Audyt śledczy: w spółkach Skarbu Państwa i spółkach komunalnych. Monografie i Studia Instytutu Spraw Publicznych Uniwersytetu Jagiellońskiego, Kraków: Instytut Spraw Publicznych, Uniwersytet Jagielloński, ISBN 978-83-65688-26-2.
- Dobrowolski, Zbysław (2017), Combating Corruption and Other Organizational Pathologies. Series: Studies in politics, security and society, Volume 6, Frankfurt am Main: Peter Lang International, ISBN 978-3-631-67351-5.
- Dorczak, Roman, Dobrowolski, Zbysław (red.) (2017), Wybrane problemy współczesnego zarządzania i przywództwa edukacyjnego. Monografie i Studia Instytutu Spraw Publicznych Uniwersytetu Jagiellońskiego, Kraków: Instytut Spraw Publicznych, Uniwersytet Jagielloński, ISBN 978-83-65688-18-7.
- Ignatowski, Grzegorz, Sułkowski, Łukasz, Dobrowolski, Zbysław (red.) (2016), Instrumenty polityki społecznej, Warszawa: Wydawnictwo Difin, ISBN 978-83-80-85137-5.
- Sułkowski, Łukasz, Ignatowski, Grzegorz, Dobrowolski, Zbysław (red.) (2015), Oblicza patologii zawodowych i społecznych, Warszawa: Wydawnictwo Difin, ISBN 978-83-79-30761-6.
- Kożuch, Barbara, Dobrowolski, Zbysław (2014), Creating Public Trust: An Organisational Perspective. Series: New horizons in management sciences, Volume 3, Frankfurt am Main: Peter Lang International, ISBN 978-3-631-62807-2.
- Dobrowolski, Zbysław (2004), Kontrola wydatków publicznych w systemie demokracji amerykańskiej, Warszawa: Wydawnictwo Sejmowe, ISBN 978-83-70-59673-6.

## Rozdziały i artykuły naukowe
- Dobrowolski Zbysław; Szejner Tomasz (2019). Enhancing innovation through implementation of the comprehensive approach to nurturing the compliance culture of the worldwide innovation ecosystem. Journal of Intercultural Management, 11(2), 21-46. https://doi.org/ 10.2478/joim-2019-0008
- Dobrowolski Zbysław (2020). After COVID-19: reorientation of crisis management in crisis. Entrepreneurship and Sustainability Issues, 8(2), 799-810. https://doi.org/10.9770/jesi.2020.8.2(48)
- Dobrowolski Zbysław; Sułkowski Łukasz (2020). Public ethnocentrism: a cognitive orientation and preventive measures. Journal of International Studies, 13(2), 178-190. https://doi.org/10.14254/2071-8330.2020/13-2/13
- Sułkowski Łukasz; Dobrowolski Zbysław (2021). The role of supreme audit institutions in energy accountability in EU countries. Energy Policy, 156, id. 112413. https://doi.org/10.1016/j.enpol.2021.112413
- Dobrowolski Zbysław; Sułkowski Łukasz; Przytuła Sylwia;  Rašticová Martina (2022). Do nepotism and cronyism have payoff boundaries? A cross-country investigation. Problems and Perspectives in Management, 20(2), 236-247. https://doi.org/10.21511/ppm.20(2).2022.19
- Dobrowolski Zbysław; Sułkowski Łukasz; Adamišin Peter (2022). Innovative Ecosystem: The Role of Lean Management Auditing. Marketing and Management of Innovations, 3, 9-20. https://doi.org/10.21272/mmi.2022.3-01
- Dobrowolski Zbysław; Sułkowski Łukasz; Panait Mirela (2022). Using the Business Model Canvas to Improve Audit Processes. Problems and Perspectives in Management, 20(3), 142-152. https://doi.org/10.21511/ppm.20(3).2022.12
- Dobrowolski Zbysław; Bobkier Robert; Babczuk Arkadiusz (2024). Przekroczenie zakresu upoważnienia do przeprowadzenia kontroli regionalnych izb obrachunkowych. Samorząd Terytorialny, 5, 27-36.